# اروین هولپرت
اروین هولپرت (سیریلیک صربی: Ервин Холперт؛ زادهٔ ۲۲ آوریل ۱۹۸۶) قایقران کانو اهل صربستان است.
وی در مسابقات کشوری و بین‌المللی در مجموع برندهٔ ۱ مدال نقره، ۴ مدال برنز شده‌است.